# Tājdū
Tājdū (persiska: تاجدو) är en ort i Iran.   Den ligger i provinsen Västazarbaijan, i den nordvästra delen av landet, 700 km nordväst om huvudstaden Teheran. Tājdū ligger 1 257 meter över havet och antalet invånare är 114.
Terrängen runt Tājdū är huvudsakligen kuperad, men åt nordväst är den bergig. Runt Tājdū är det ganska glesbefolkat, med 39 invånare per kvadratkilometer. Närmaste större samhälle är Qūrīshkāk, 16,1 km söder om Tājdū. Trakten runt Tājdū består i huvudsak av gräsmarker.